# 12061 Alena
12061 Alena este un asteroid din centura principală de asteroizi.

## Descriere
12061 Alena este un asteroid din centura principală de asteroizi. A fost descoperit pe 21 martie 1998 la observatorul Zeno din Edmond (Oklahoma) de Tom Stafford (astronom). Asteroidul prezintă o orbită caracterizată de o semiaxă mare de 2,28 ua, o excentricitate de 0,19 și o înclinație de 3,9° în raport cu ecliptica.